# 아프간 육군

아프간 육군(파슈토어: افغان ملي پوځ, 다리어: افغان ملی اردو)은 아프가니스탄 이슬람 공화국의 군부인 아프간군의 지상전 군종이었다.
아프간계 국가의 육군사는 18세기 초 호타키 왕조 때까지 거슬러 올라간다. 이후 1880년 압두르 라흐만 칸 치세 때 재조직화되었다. 아프가니스탄은 양차대전 때 중립을 지켰다. 1960년대부터 1990년대까지는 소련에서 아프간 육군에 무장을 제공했다.
이슬람 공화국의 지상군으로서 국민군은 2002년 12월 8월 15일 창군되었다. 직제상 카불의 국방부 산하에 있었고, 미군 주도의 NATO군에게 훈련을 받았다. 2004년에서 2021년까지 아프간 국민군에는 7개 군단이 있었다. 카불에 제201군단, 가르데즈에 제203군단, 칸다하르에 제205군단, 헤라트에 제207군단, 메자르이샤리프에 제209군단, 라슈카르가흐에 제215군단, 북부에 제217군단이 주둔했다.
아프간 국민군은 2014년까지는 NATO군의 보조를 받으며 적당히 치안을 유지했다. 그러나 2014년 이후 아프간 이슬람 공화국 정부는 서서히 탈레반에게 영토를 잠식당했고, 결국 2021년 카불이 탈레반에게 떨어지면서 멸망했다. 아프간 국민군의 병력은 2019년 기준 180,000명으로, 인가병력 195,000명을 거의 꽉 채웠다. 그러나 이 수치는 거의 서류상의 것이었고, 병력 중 대부분은 유령대대였으리라 의심받고 있다.